# 이마통주

이마통 주의 위치

이마통주(영어: Imatong State)는 남수단 남부 에콰토리아 지방에 위치한 주로 주도는 토리트이며 면적은 30,879.0km2, 인구는 598,190명(2014년 기준)이다.
2015년에 실시된 행정 구역 개편에 따라 동에콰토리아 주에서 분리되어 신설되었다. 남서쪽으로는 예이리버 주, 서쪽으로는 주베크 주, 북서쪽으로는 테레케카 주, 북쪽으로는 종글레이 주, 보마 주, 동쪽으로는 나모루냥 주와 접하며 남쪽으로는 우간다와 국경을 접한다. 12개 군을 관할한다.